# Wischnjowka (Kaliningrad, Slawsk)
Wischnjowka (russisch Вишнёвка, deutsch Lyszeiten, 1936 bis 1938 Lyscheiten, 1938 bis 1945 Lischau, sowie: Gräflich Reatischken, 1938 bis 1945 Heinrichshof, litauisch Lysaičiai sowie Ratiškės) ist ein Ort in der russischen Oblast Kaliningrad. Er gehört zur kommunalen Selbstverwaltungseinheit Stadtkreis Slawsk im Rajon Slawsk. 
Die Ortslage Gräflich Reatischken/Heinrichshof ist allerdings verlassen. Dafür lassen sich heute auch die beiden deutschen Ortslagen Mosteiten/Eschenberg, russisch zunächst Slawinskoje, und Norweischen/Mühlmeistern, russisch zunächst Liwnoje, dem Ort Wischnjowka zuordnen. 

## Geographische Lage
Wischnjowka liegt fünf Kilometer südwestlich von Jasnoje (Kaukehmen, 1938 bis 1946 Kuckerneese) an einer Nebenstraße, die Jansoje mit Malyje Bereschki (Neu Lappienen, 1938 bis 1946 Rautersdorf) verbindet. Eine Bahnanbindung besteht nicht.

## Geschichte

### Lyszeiten (Lischau)
Das kleine seinerzeit Lyszeiten genannte Dorf wurde 1874 in den neu errichteten Amtsbezirk Sausseningken (der Ort existiert nicht mehr) eingegliedert, der – 1939 in „Amtsbezirk Milchhof“ umbenannt – bis 1945 zum Kreis Niederung (ab 1939 „Kreis Elchniederung“) im Regierungsbezirk Gumbinnen der preußischen Provinz Ostpreußen gehörte. In dem Ort lebten im Jahre 1910 132 Menschen. Ihre Zahl stieg bis 1925 auf 156, betrug 1933 bereits 141 und belief sich 1939 noch auf 133. Am 17. September 1936 änderte sich die Ortsnamenschreibweise in Lyscheiten, und am 3. Juni 1938 wurde das Dorf in „Lischau“ umbenannt. Unter diesem Namen wurde der Ort 1945 in Kriegsfolge innerhalb des nördlichen Ostpreußen in die Sowjetunion überführt.

### Gräflich Reatischken (Heinrichshof)
Das von Lyszeiten aus drei Kilometer weiter südlich gelegenen einstige Gräflich Reatischken wurde 1874 in den neuen Amtsbezirk Lappienen (der Ort hieß ab 1938 „Rautersdorf“, ab 1946 russisch: Malyje Bereschki) eingegliedert, der – ab 1939 unter dem Namen „Amtsbezirk Rautersdorf“ – bis 1945 zum Kreis Niederung (ab 1939 „Kreis Elchniederung“) im Regierungsbezirk Gumbinnen der preußischen Provinz Ostpreußen gehörte. Im Jahre 1910 zählte Gräflich Reatischken 89 Einwohner. Am 30. September 1928 verlor das Dorf seine Eigenständigkeit und wurde in die neu formierte Landgemeinde Schönwiese (russisch: Werchowka, heute nicht mehr existent) eingemeindet. Seit dem 3. Juni 1938 mit dem veränderten Namen „Heinrichshof“ versehen kam das Dorf 1945 zur Sowjetunion.

### Wischnjowka
Im Jahr 1947 bekam der Ort Lyszeiten/Lischau die russische Bezeichnung „Wischnjowka“ und wurde gleichzeitig dem Dorfsowjet Jasnowski selski Sowet im Rajon Slawsk zugeordnet. Gemäß dem Ortsverzeichnis der Oblast Kaliningrad von 1976 gehörte auch der Ort Gräflich Reatischken/Heinrichshof zu Wischnjowka. Von 2008 bis 2015 gehörte Wischnjowka zur Landgemeinde Jasnowskoje selskoje posselenije und seither zum Stadtkreis Slawsk.

## Kirche
Aufgrund ihrer mehrheitlich evangelischen Bevölkerung waren sowohl Lyszeiten/Lyscheiten resp. Lischau als auch Gräflich Reatischken resp. Heinrichshof dem Kirchenkreis Niederung (Elchneiderung) der Kirchenprovinz Ostpreußen in der Kirche der Altpreußischen Union zugeordnet. Allerdings gehörten die Orte unterschiedlichen Kirchspielen: das eine Dorf war zur Kirche Kaukehmen (1938 bis 1946: Kuckerneese, russisch: Jasnoje), das andere zur Kirche Lappienen mit Sitz in Alt Lappienen (1938 bis 1946: Rauterskirch, russisch: Bolschije Bereschki) eingepfarrt.
Heute liegt Wischnjowka im Einzugsbereich der neu entstandenen evangelisch-lutherischen Kirchengemeinde in Slawsk (Heinrichswalde) innerhalb der Propstei Kaliningrad (Königsberg) der Evangelisch-lutherischen Kirche Europäisches Russland.